# Richard Axel
Pour les articles homonymes, voir Axel.

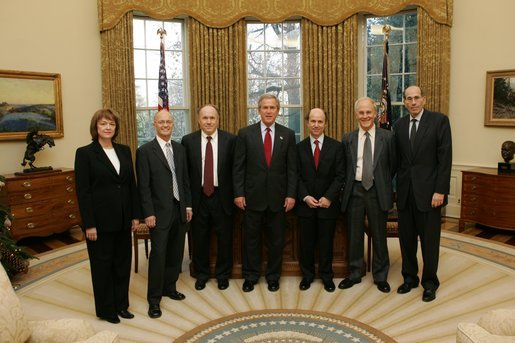
Richard Axel sur la droite de la photo

Richard Axel est un médecin américain né le 2 juillet 1946 à Brooklyn, qui a obtenu en 2004 le prix Nobel de physiologie ou médecine.

## Biographie
Il est fils d'émigrés polonais juifs fuyant les nazis. Son père était tailleur et il passa les premières années de sa vie à Brooklyn. Richard Axel travailla tôt dès l'âge de 11 ans comme coursier. Le principal de son école secondaire le poussa à poursuivre des études à la Stuyvesant High School à Manhattan. Ce fut un choc culturel et il devint rapidement un passionné d'opéra. Il passa beaucoup de temps à la bibliothèque centrale (sur la  Cinquième Avenue) de la New York Public Library.
Durant la fin des années 1970, Richard Axel, avec le microbiologiste Saul J. Silverstein et le généticien Michael H. Wigler, découvrent une technique de cotransformation, un processus qui permet d'insérer de l'ADN étranger dans une cellule hôte afin de lui faire produire certaines protéines,,,. Des brevets maintenant référés collectivement comme les « brevets Axel » (Axel patents en anglais) couvrant l'ensemble de cette technique, ont été proposés en février 1980 et enregistrés en août 1983. Décrivant un processus fondamental de recherche à propos d'ADN recombinant et donc largement utilisés dans des entreprises pharmaceutiques et en biotechnologie, ces brevets ont été relativement lucratifs pour l'université Columbia, lui rapportant, une fois presque 100 millions USD en un an, la place de numéro un sur la liste de meilleures universités en termes de revenus par redevances. Les brevets Axel ont expiré en août 2000.